# Margaret Dingeldein
Margaret Dingeldein, auch Margie genannt (* 30. Mai 1980 in Merced, Kalifornien) ist eine US-amerikanische Wasserball-Spielerin und Bronzemedaillen-Gewinnerin bei den Olympischen Sommerspielen 2004 in Athen; sie spielte im Angriff.

## Laufbahn
Dingeldein besuchte die Merced High School und wurde in die US-Junior-Nationalmannschaft berufen. 1999  immatrikulierte sie sich an der  Stanford University in Studienfach Humanbiologie; dort war sie unter den Top-Scorers in der Wasserball-Universitätsmannschaft, mit der sie zahlreiche nationale Erfolge erkämpfte.   
Margaret Dingeldein graduierte 2002 an der Stanford University, setzte dann ihr Studium im Fach Medizin an der University of California in San Francisco fort und schloss es mit der ärztlichen Qualifikation ab; sie arbeitet zurzeit als Anästhesiologin am Medical Center dieser Universität. 
Dingeldein gewann als Mitglied der US-Nationalmannschaft 2003 die Goldmedaille bei der FINA-Wasserball-Weltmeisterschaft und 2004 die Bronzemedaille bei den Olympischen Spielen in Athen. In diesen Turnieren trug sie durch eigene Tore zum Erfolg ihrer Mannschaft bei. 